# Дудин
Дуди́н — село в Україні, у Золочівському районі Львівської області. Населення становить 272 особи. Орган місцевого самоврядування — Підкамінська селищна рада.

## Історія
Станом на 1648 село Дудин мало 1 лан поля (близько 12 га орної землі, на якій приблизно жили 18 чоловік, з кожної особи платили 10 грошів податку). В 1649 р. село Дудин заплатило 10 злотих. В 1648—49 рр. збирали подвійний податок для покриття недоїмки минулих років. Таким  чином можна припустити, що у цей час в селі проживало приблизно 50-60 осіб. На 1650 рік Дудин мав заплатити 6,1 злотих податку, а заплатив 6 злотих. Виходить, що одна особа не була спроможна  заплатити податок.
В 1661 році село Дудин  перебувало у власності Александера Цетнера, галицького каштеляна. 
З 1772 по 1918 рр. село було прикордонним пунктом між Австрією та Росією — біля села проходив кордон двох імперій. 
В 1880 р. в селі проживало 253 особи. 
В 1931 р. в селі було 59 господарств, проживала 341 особа. 

###### Боротьба ОУН- УПА
5.ІХ.[1947 р.] в с. Дудин ніч[ч]ю зайшло кількох большевиків до селянина Заяць Петра та, вдаючи повстанців, примушували його, щоб він віддав їм гроші, які взяв за проданого ран[і]ше коня. Господар, пізнавши їх, наробив крику і тим примусив відчепитись. 
7.ІХ.[1947 р.] в цьому ж селі зайшов ніч[ч]ю один большевицький бандит до Ковальчук Юліянни, та, вдаючи повстанця, вимагав грошей. Коли господиня не хотіла дати, він вийшов і по хвилині вернув з цілою гурмою собі подібних. Налякана господиня втекла крізь вікно з хати та наробила крику, що змусило бандитів опустити хату.  
25.VIII.[1947 р.] застосували большевики в цьому ж селі один з новіших грабункових тріків. До селянина Шпака Володимира вони привезли якусь жінку з с. Нем’яч, яка, ніби, прийшла шукати до 311 нього за вкраденою пшеницею. В часі ревізії пшениці большевики не найшли, але Шпака В. таки арештували, а другим днем приїхали підводою та забрали зі стодоли дві копи пшениці і відвезли до р[айо]ну. Коли пшениця була вже в р[айо]ні, Шпака В. випустили, а він, довідавшись, що сталося, пішов з домаганням повернути йому пшеницю, на що дістав лише голослівну відповідь, що: пшениці вже немає, а тому, що ця жінка на нього набрехала, то вони приказали здати її два метри збіж[ж]а як додаток до контингенту.(2)  
1 квітня 1949р бійці УПА  в Дудині роззброїли групу ОГП з 14 чоловік. Вбили міліціонерів Співака та Цінцірука (родом з с.Паликорови)(3).

### Археологічні дослідження на території села
Під час розкопок в селі Дудин в 2001 р.  проведено шурфування території для уточнення хронології пам’ятки, потужності і характеру культурного шару. Окрім того було відкрито велику наземну будівлю стовпової конструкції ХІ-ХІІ ст. [Онищук, 2002]. У 2002 р. об’єктом дослідження стало поселення пізньоримського часу. В результаті розкопок знайдено численний керамічний матеріал, фрагмент леза залізного долота, бронзові пряжку та фібулу, а також унікальну золоту підвіску-кулон, виконану в поліхромному стилі. На основі порівняльно-типологічного методу виявлений матеріал віднесено до фінального етапу існування вельбарської культури. Повсюдно зустрічалися також знахідки періоду  Русі (ХІХІІ ст.) [4].

## Географія
Село є найсхіднішим населеним пунктом Львівської області.